# ISO 639-2
ISO 639-2 es la segunda parte del código ISO 639, porque constituye las normas internacionales de códigos de lengua. Fue publicada a fines de 1998 e incluye códigos de tres letras para 460 lenguas.
Está pensada para las necesidades terminológicas, pero también se dirige a aplicaciones bibliográficas.
La norma ISO 639-2 incluye todas las caracterizaciones de su antecesora, ISO 639-1, pero las expande. Sin embargo, añade una subdivisión (en ISO 639-2/T para terminología e ISO 639-2/B para usos bibliográficos) que busca resolver el problema planteado por el uso generalizado, no totalmente compatible con ISO 639-1, de la norma MARC 21 en la comunidad bibliográfica. 
En total existen 23 diferencias en los códigos de lengua si tomamos en cuenta la anterior subdivisión.